# Коссен де Персеваль, Арман-Пьер
Арман-Пьер Коссен де Персеваль (фр. Armand-Pierre Caussin de Perceval; 11 января 1795, Париж — 15 января 1871, Париж) — французский востоковед. Сын востоковеда Жан-Жака Коссен де Персеваля.

## Биография
Долго жил в Азиатской Турции, был преподавателем современного арабского языка в парижской школе восточных языков, потом профессором арабского языка и литературы в Collège de France. 
С 1849 года — член академии надписей.

## Печатные труды
- «Essai sur l’histoire des Arabes avant l’Islamisme» (1847—1848)
- «Précis historique de la guerre des Turcs contre les Russes 1769—76» (1822)
- «Précis historique de la destruction du corps des janissaires par le sultan Mahmoud en 1826» (1833)
- «Notice sur les trois poètes arabes Akhtal, Terazdok et Djerir» (1834)
- «Sur les principaux musiciens arabes des trois premiers siècles de l’Islamisme» (1874)
- «Grammaire arabe vulgaire» (1824).